# Casa de Obrenović
La Familia Obrenović (en serbio: Обреновићи/Obrenovići, escrito a veces en español como Obrenovic u Obrenovich) gobernó Serbia de 1815 a 1842, y nuevamente de 1858 a 1903. Llegaron al poder con la legitimidad obtenida por el distinguido papel de la familia y especialmente Miloš Obrenović en la Segunda Insurrección Serbia contra el Imperio otomano, llevando a la formación del Principado de Serbia. Los Obrenović tendían al gobierno autocrático, variando su popularidad a través de sus años en el poder.
El apellido original de la familia era Teodorović. Pero Miloš y sus parientes lo cambiaron en 1810 al del Obrenović al fallecer Milan Obrenović, un hermanastro mayor de Miloš, descendiente de la familia Orlović, quien se destacó participando en la Primera Insurrección Serbia. 
La familia hubo de abandonar el poder a principios del siglo XX dada la impopularidad de su último miembro en el trono, el rey Alejandro Obrenović. Tras su muerte se instauró una monarquía constitucional con soberanos de la familia Karađorđević.

## Línea de trono
Comenzando con Miloš I, los Obrenović dieron cinco soberanos a Serbia
- Miloš I, reinó desde 1815 hasta 1839 (abdicó) y de nuevo desde 1858 hasta 1860 (su muerte);
- Milan II, reinó oficialmente desde el 25 de junio de 1839 hasta su muerte el 8 de julio de ese mismo año;
- Mihailo III, reinó desde 1839 a 1842 y desde 1860 hasta su asesinato en 1868;
- Milan IV, reinó desde 1868 (como príncipe de Serbia) hasta 1882 y como rey desde ese año hasta 1889, cuando abdicó;
- Alejandro I, reinó bajo una regencia desde 1889 hasta 1893 y desde 1893 hasta su asesinato en 1903. Fue el último monarca de la dinastía.

La familia acostumbró numerar los reinados de sus miembros por apellido, no por los nombres, de ahí que a Miloš I haya sucedido Milan II (no hubo un Milan I), y a su vez les haya sucedido Mihailo III.
En la actualidad, los derechos de los Obrenović recaen en el príncipe Nicolás, descendiente de un hermano de Alejandro I.